# Izo (roman)
Pour les articles homonymes, voir Izo.
Izo est un roman de Pascal de Duve paru en 1990 aux éditions Jean-Claude Lattès. Le roman remporte le 8 septembre 1990 la « Plume d'or » au grand prix littéraire de Vallauris[réf. nécessaire]. Il est nommé l'année suivante pour le prix belge Victor Russel[réf. nécessaire]. Le 15 mars 1991, Izo est récompensé lors de la première édition du prix Palissy, attribué par les lycéens du Lot-et-Garonne. À cette occasion, Pascal de Duve est invité dans l'émission télévisée Ex-Libris, présentée par Patrick Poivre d'Arvor,. Encore en 1991, le roman a été nommé pour le prix littéraire belge « NCR »[réf. nécessaire]. Enfin, la parution d'Izo donne lieu à un portait de Pascal de Duve dans l'émission Apostrophes de Bernard Pivot, le 16 juin 1990.

## Résumé
Au travers de l'histoire d'un personnage sans passé, sans âge, sans mémoire et sans langage, personnage en manteau noir et chapeau melon sorti d'un tableau de René Magritte, l’auteur revisite l’univers du peintre. Izo est le raccourci de « izobretenikhoudojnika », qui signifie l'imaginaire du peintre en langue russe.

## Analyse
La « vie » est un mot-clé dans l'œuvre de Pascal de Duve. Izo est l'anagramme de « zoï », soit la vie en grec. Cette inversion est une métaphore de la séropositivé : « Rétro-virus, le [VIH] se donne d’abord comme une inversion de l’ordre naturel ».